# Modesto
Modesto ist eine Stadt im Stanislaus County im US-Bundesstaat Kalifornien mit 218.464 Einwohnern (Stand: 2020) und Sitz der County-Verwaltung.
Das Stadtgebiet hat eine Größe von 93,1 km². Es ist der Herkunftsort von George Lucas, der hier seinen Film American Graffiti drehte. Auch Sonny Barger, Gründer der Hells Angels, wurde hier geboren. Der größte Weinproduzent der Welt, E. & J. Gallo Winery, hat hier seinen Sitz.

## Namensherkunft und Wahlspruch
Bei ihrer Gründung sollte die Stadt Modesto nach  William C. Ralston  benannt werden, einem Geschäftsmann und Financier, der viele der in Kalifornien durchgeführten Projekte finanziert hatte. Ralston lehnte diese Ehre jedoch ab. Die mehrheitlich hispanische  Bevölkerung nannte diese Haltung „Muy Modesto“, was so viel wie bescheiden bedeutet, und so wurde die Stadt Modesto genannt.
Der Wahlspruch von Modesto lautet: Water, Wealth, Contentment, Health (Wasser, Wohlstand, Zufriedenheit, Gesundheit).

## Städtepartnerschaften
Modestos Partnerstädte sind
- Aguascalientes, Mexiko
- Chmelnyzkyj, Ukraine
- Kurume, Japan
- Laval, Frankreich
- Mengzi, Volksrepublik China
- Vernon, Kanada
- Vijayawada, Indien

## Söhne und Töchter der Stadt
- Fred Agabashian (1913–1989), Autorennfahrer
- James Algar (1912–1998), Zeichentrick- und Dokumentarfilmer bei Walt Disney
- Jack Angel (1930–2021), Radiomoderator, Schauspieler und Synchronsprecher
- Sonny Barger (1938–2022), Gründer der Hells Angels
- Troy Beebe (* 1962), Rennfahrer
- Randall Behr (1952–2005), Dirigent
- Karlee Bispo (* 1990), Schwimmerin
- DaRon Bland (* 1999), American-Football-Spieler
- Tony Boselli (* 1972), American-Football-Spieler
- Erika Brown (* 1998), Schwimmerin
- Douglas Burke (* 1957), Wasserballspieler
- Jo Clayton (1939–1998), Schriftstellerin
- Naya Crittenden (* 1995), Volleyballspielerin
- Bryson DeChambeau (* 1993), Profigolfer
- William Dooley (1932–2019), Opernsänger
- John Duarte (* 1966), Politiker, Geschäftsmann und Landwirt
- Steve Forrest (* 1986), Schlagzeuger
- Edy Ganem (* 1989), Schauspielerin
- Ginger Gonzaga (* 1983), Komikerin und Schauspielerin
- Ralph E. Griswold (1934–2006), Informatiker
- George Lucas (* 1944), Regisseur und Produzent
- Boaz Myhill (* 1982), walisischer Fußballspieler
- Heath Pearce (* 1984), Fußballspieler
- Harve Presnell (1933–2009), Film- und Theaterschauspieler
- Jeremy Renner (* 1971), Filmschauspieler
- Kenny Roberts senior (* 1951), Motorradrennfahrer
- Mark Spitz (* 1950), neunfacher Olympiasieger im Schwimmen
- Ann Veneman (* 1949), Landwirtschaftsministerin der Vereinigten Staaten
- Gabe Vincent (* 1996), nigerianisch-US-amerikanischer Basketballspieler
- Darlene Vogel (* 1962), Filmschauspielerin
- Louis Waldon (1934–2013), Filmschauspieler
- Butch Walts (* 1955), Tennisspieler
- Monty Waters (1938–2008), Saxophonist des Modern Jazz
- Jesse Williams (* 1983), Hochspringer
- Cyrus Young (1928–2017), Leichtathlet und Olympiasieger

sowie:
- Grandaddy, Indie-Rock-Band